# Kirchdorf in Tirol
Kirchdorf in Tirol è un comune austriaco di 3 889 abitanti nel distretto di Kitzbühel, in Tirolo.